# Drejø
Drejø es una isla de Dinamarca, situada al sur de Fionia, ubicada en el municipio de Svendborg.
La isla tiene aproximadamente 5 km de largo y 2 km de ancho en su punto más ancho, ocupando un área de 4,26 km², y alberga una población de 65 habitantes en 2016.
Existe un ferry en servicio entre Svendborg, Skarø y Drejø. 